# ヤマダイ
ヤマダイ株式会社は、茨城県結城郡八千代町平塚4828に本社を置く食品メーカーである。即席麺の『ニュータッチ』や、乾麺のうどん『手緒里うどん』で知られる。
キャッチコピーは「うまいヌードルニュータッチ」。

## 概要
主にカップ麺の製造・販売を行っている。世界で2番目にカップ焼きそばを製造した。「チャーシューメン」や「ねぎラーメン」、「キムチラーメン」は定番商品でロングセラーとされている。ノンフライ麺のカップ麺「凄麺（すごめん）」シリーズは、東日本と西日本の各地域の「ご当地ラーメン」を販売する。
北関東では『ペヤング』ブランドのまるか食品（群馬県）と並ぶ中堅の即席麺メーカーである。販売エリアもかつては東日本が中心だった。1980年代末期に近畿地方を皮切りに西日本に進出し、現在は九州の一部にも販路を伸ばしている。
マスコットキャラクターはどんぶりを持った招き猫の「にゃんたっち」。

## 事業所
本社・工場
茨城県結城郡八千代町平塚4828
坂東ファクトリー
茨城県坂東市緑の里14番
東京営業部
東京都千代田区神田佐久間河岸78-2
仙台営業所
宮城県仙台市若林区卸町5-2-10 卸町斎喜ビル405
名古屋営業所
愛知県名古屋市熱田区比々野町41-1 第3小島ビル103
大阪営業所
大阪府大阪市淀川区西中島4-5-18 新大阪エイトビル1F
広島営業所
広島県広島市中区舟入町1-7 ウェルカム舟入1階
札幌出張所
北海道札幌市厚別区東4条1丁目2-35 ウッドワーク新札幌702

## 沿革
- 1948年10月 - 茨城県結城郡八千代町にて製麺業として創業。
- 1961年7月 - 「ヤマダイラーメン」発売。
- 1962年12月 - 大久保製麺株式会社を設立。
- 1972年8月 - 「ニュータッチヌードル」発売。
- 1974年8月 - 「ニュータッチ焼そば」発売。
- 1980年3月 - 乾麺「手緒里めん」発売。
- 1981年6月 - 「チャーシューメン」を発売。
- 1982年1月 - 社名を「ヤマダイ株式会社」に変更。
- 1984年10月 - 静岡営業所を開設
- 1985年11月 - 長野営業所を開設
- 1986年4月 - 仙台営業所を開設
- 1989年5月 - 大阪営業所を開設
- 1991年8月 - 東京営業部ビル竣工
- 1994年9月 - 高崎営業所を開設
- 2000年4月 - ホームページを開設
- 2000年4月 - 本社第三工場竣工（現：第三工場南棟）
- 2001年10月 - ノンフライのカップ麺「凄麺シリーズ」発売
- 2003年12月 - 和風ノンフライカップ麺「手緒里庵シリーズ」発売
- 2006年4月 - カップスープパスタ「スープデパスタ」発売
- 2006年5月 - 名古屋営業所を開設
- 2018年10月 - 本社第三工場北棟竣工
- 2022年1月 - 坂東ファクトリー竣工

## 主な製品
- ニュータッチ
  - 「凄麺」シリーズ
    - 札幌濃厚味噌ラーメン
    - 函館塩ラーメン
    - 青森煮干中華そば
    - 仙台辛味噌ラーメン
    - 喜多方ラーメン
    - 佐野らーめん
    - 千葉竹岡式らーめん
    - 横浜発祥サンマー麺
    - 横浜とんこつ家
    - 新潟背脂醤油ラーメン
    - 信州味噌ラーメン
    - 富山ブラック
    - 静岡焼津かつおラーメン
    - 飛騨高山中華そば
    - 名古屋台湾ラーメン
    - 京都背脂醤油味
    - 奈良天理スタミナラーメン
    - 和歌山中華そば
    - 尾道中華そば
    - 愛媛八幡浜ちゃんぽん
    - 熟炊き博多とんこつ
    - 長崎ちゃんぽん
    - 鴨だしそば[1][2][3][4][5]

  - 「ニュータッチ」シリーズ
    - チャーシューメン
    - 横浜もやしそば
    - 横浜家系豚骨醤油ラーメン
    - 元祖キムチラーメン
    - ねぎらーめん
    - 北海道みそバターラーメン

  - 「懐かしの」シリーズ
    - 懐かしのキャベツタンメン
    - 懐かしのピリ辛みそラーメン
    - 懐かしの焦がししょうゆラーメン
    - 懐かしのとん汁うどん
    - 懐かしのカレーうどん

  - 「焼そば」シリーズ
    - 宇都宮焼そば
    - 仙台牛タン風塩焼そば
    - 名古屋発台湾まぜそば

  - 「ご当地満福食堂」シリーズ
    - 大盛八王子ラーメン
    - 大盛山形鳥中華
    - 大盛長岡生姜醤油ラーメン
    - 大盛大阪かすうどん

  - 「ヴィーガンヌードル」シリーズ - 動物性食材、化学調味料及びアルコールを一切使用しない健康志向のカップ麺。東京・自由が丘「T'sレストラン」監修。
    - 醤油
    - 担担麺
    - 酸辣湯麺
- 「手緒里めん」シリーズ
  - うどん
  - そうめん
  - ひやむぎ
  - 紫峰そば
  - けんちんうどん（カップ）
- 「スープ デ パスタ」シリーズ
  - きのこクリーム
  - かぼちゃクリーム
  - 完熟トマト
- 「手緒里庵」シリーズ（カップそうめん）
  - 手延そうめん
  - あっさり仕立てのそうめん
  - とろろ昆布のそうめん
  - 梅しそそうめん
- 期間限定品
  - 名代富士そば 紅生姜天そば（冬季限定）

## CM出演者
- 高田文夫、清水ミチコ （ニッポン放送で放送している『ニュータッチ』のラジオCMキャラクター）
  - 『高田文夫のラジオビバリー昼ズ』は当社が月曜 - 金曜のスポンサーとなっている。以前は木曜日のパーソナリティを務める清水ミチコとナイツ（塙宣之・土屋伸之）が『ニュータッチ』のラジオCMキャラクターとして起用されていた。
  - 高田が毎日出演していた頃はオープニング トークの締めの言葉は「そんなこんなで、今日も１時まで生放送！」だったが、火曜と木曜は「そんなこんなで、美味いヌードル ニュータッチ♪」に変更され、高田が出演する『ニュータッチ』のCMが直後に放送されていた。
  - 2012年4月に高田が緊急入院してからは清水に加え「ラジオビバリー昼ズ」に出演している春風亭昇太と東貴博がナレーションを務めるCMが放送された。その後は高田の復帰に伴い、2013年1月からは高田と清水のラジオCMを再開した。
- 近藤光史（MBSラジオで放送している『ニュータッチ』のラジオCMキャラクター）
- 市原悦子（かつて文化放送で放送されたヤマダイ製品のラジオCMナレーション）
- 國府田マリ子（かつて文化放送で放送された『ニュータッチ』のラジオCMキャラクター）
- 松原敬生（かつて東海ラジオで放送された『ニュータッチ』のラジオCMナレーション）
- 以下はかつて放送された『ニュータッチ』のテレビCMキャラクター
  - 左とん平
  - 長谷川真弓
  - ダチョウ倶楽部
  - ベンガル